# Gabriele Gerlach
Gabriele Gerlach (* 16. Juni 1959) ist eine deutsche Biologin. Sie ist Professorin im Institut für Biologie und Umweltwissenschaften der Carl von Ossietzky Universität Oldenburg.

## Leben
Gabriele Gerlach studierte bis 1986 Biologie an der Universität Konstanz und wurde dort 1990 promoviert. Anschließend war sie bis 1994 Geschäftsführerin des Schweizer Umweltunternehmens BiCon AG. Dann forschte sie als wissenschaftliche Mitarbeiterin und Forschungsgruppenleiterin zur Verhaltens- und Evolutionsbiologie an der Universität Konstanz bis zu ihrer Habilitation 2001.
Ab 2002 arbeitete Gerlach als Wissenschaftlerin am Meeresbiologischen Institut (MBL) in Woods Hole (USA) und als außerordentliche Professorin an der Universität Boston (USA). Im Jahr 2007 folgte sie einem Ruf an die Universität Oldenburg, wo sie 2011 zur Direktorin des Instituts für Biologie und Umweltwissenschaften gewählt wurde.
2014 wurde ihr Promotionsprogramm IBR-Interdisciplinary Approach to Functional Biodiversity Research durch das Land Niedersachsen zur Förderung freigegeben. Das Programm soll Ökologie, Evolutionsbiologie sowie interdisziplinäre Ansätze für den Schutz und das Management von Biodiversität kombinieren. Ziel ist es, herauszufinden, wie sich die Biodiversität in Zukunft verändern wird.
Gabriele Gerlach beteiligt sich als Expertin an Kolloquien und hält Vorträge zu ihrem Spezialgebiet an wissenschaftlichen Forschungsinstituten.